# Maurice Des Ombiaux
Maurice Desombiaux, dit Maurice Des Ombiaux (1868-1943) est un journaliste et écrivain belge.

## Biographie
Maurice des Ombiaux est né à Beauraing le 16 mars 1868, d'un père originaire de Thudinie et fonctionnaire à l'enregistrement, qui le pousse vers une carrière administrative. Il est reçu receveur à l'enregistrement en 1895. La même année, il fonde Le Coq rouge avec Eekhoud, Demolder et Delattre, et collabore à L'Art Jeune. Il est en lien avec La Jeune Belgique, dans laquelle il publie (n° de juin 1887) Anciens jours, poème en prose. Il a 19 ans, suivi d'autres vers libres et une pièce symboliste en 3 actes. L'Art jeune fusionne avec Le Coq rouge où il rencontre tout ce que la francophonie belge et française compte de talents nouveaux.
Témoins au mariage de son ami Jules Destrée avec Marie Danse — famille d'artistes — en août 1889, il rencontre Elisabeth Wesmael, aquarelliste amie de Marie Danse. Elle le rejoint à Paris à la veille de la guerre, ils se marient, et des Ombiaux part à Sainte-Adresse comme chef de cabinet du gouvernement belge en exil. Elle est morte le 13 novembre 1953 et repose à Nimy.
Il se consacre alors à la Wallonie et aux arts (avec Jules Destrée : Fédération des Artistes wallons, exposition d'Art wallon à Charleroi 1911), à la critique d'art. Sa vie entière fut vouée à la défense de la culture wallonne, à travers la presse (il dirige La Revue belge), ses livres, et ses activités politiques (chef de cabinet du ministre des Affaires étrangères, Charles de Broqueville, pendant la Première Guerre mondiale).
Un second (chronologiquement) pôle d'intérêt est les plaisirs de la vie, la belle vie : en 1913, il publie un opuscule Petit Traité du Havane, qui sera suivi en 1924 d'un Éloge du tabac. Et de 1925, jusqu'à la Physiologie du gout (1937), il consacre une bonne part de son énergie à la gastronomie, aux vins, aux fromages, aux manières de table, à la cuisine, se tenant proche du mouvement nouveau de la gastronomie régionaliste et touristique de Curnonsky, Rouff, Austin de Croze, etc.
Il meurt le 21 septembre 1943  dans la misère ; ses dernières années sont marquées par la maladie. Il est inhumé provisoirement à Paris, ses restes retrouvent le caveau familial à Thuin en 1955.

## Postérité
Avec environ 108 livres et articles souvent réédités,, ses préfaces et participations aux ouvrages collectifs, des Ombiaux est une mine d'or pour bibliophile.
Aphorismes mémorables : « pour déguster des huîtres à l'abri de toute intoxication, prenez du Sauternes ». « L'illusion est au cœur ce que l'oxygène est à l'appareil respiratoire ».
Action militante : Maurice des Ombiaux est allé au Vatican afin de faire rayer la gourmandise de la liste des pêchers capitaux. Un cardinal lui aurait répondu qu'il s'agissait d'une erreur de traduction, le latin gula signifiant voracité et non gourmandise. Il traitera du sujet lors d'une conférence à Rouen en 1928 où il propose de ne pas rebaptiser le péché de gourmandise pêché de goinfrerie mais de créer un pêché de tristesse, lors du repas qui suivi on sert des paupiettes de sole Cardinal Maurice des Ombiaux.
Outre sa participation à la création de l'Académie des Gastronomes, il crée le Conseil des sept, société secrète destinée à encourager les meilleurs chefs ce qui lui vaut d'avoir son plat par le chef Charles Bros : le Turbot en feuilletage Maurice des Ombiaux.

## Titres et récompenses
Il rate de peu le titre de prince des gastronomes (Curnonsky 1 823 voix, des Ombiaux 1 037) en 1927. En revanche, il est élu Prince de la Treille et Cardinal de la Gastronomie en 1931.
Président depuis de la Ligue des Gourmands de Belgique.
Auguste Escoffier lui a dédié une recette de ris de veau : le ris de veau des Ombiaux
Prix quinquennal de littérature pour l'ensemble de son œuvre. 1929.
Le conseil communal de Thuin nomme une rue de la cité à son nom. 1930 D'autres rues, avenues et places reçoivent son nom à Schaerbeek, Anderlecht, Anderlues, Namur, sa rue natale à Beauraing.
Fondent de l’Association des amis de Maurice des Ombiaux. 1931.
Membre du comité d'honneur de la Fondation universitaire wallonne. 1933.
Officier de la Légion d'honneur au titre du Ministère des Affaires Étrangères français. 1934.
Membre de l'Académie des gastronomes (siège Cardinal de Bernis), il a été à l'origine de sa création lors d'un repas en mars 1928 avec Curnonsky, Rouff et Léon Abric. Il reçoit le titre de Cardinal de la Gastronomie.
Monument à la gloire du prince des conteurs wallons à Thuin. 1938
Grand officier de la confrérie des Chevaliers du Tastevin. Citoyen d’honneur de Nuits-Saint-Georges qui érige mémorial et de Meursault. 1939

## Œuvres

### Sous la signature M. Desombiaux
- Chants des Jours lointains. (vers libres) Bruxelles, Veuve Monnom, 1888.
- traduction de La Ballade de l’ancien marin de Coleridge, La Jeune Belgique. 1890
- Vers de l’espoir, Bruxelles, Lacomblez, 1891
- Les Amants de Taillemark[25] drame en 3 actes. Bruxelles, Veuve Monnon. 1892
- La Ronde du Trouvère. poèmes. Bruxelles, Siffer. 1893

### Sous la signature Des Ombiaux
- Comment Anselme fut puni de ses forfaits par le grand saint Ursmer. La Jeune Belgique 1894
- En Thudinie, guide et un conte. Petites Notre-Dame, 1895. Thuin-Attraction sans date
- Larmes en fleurs. proses, Bruxelles. Le Coq Rouge. 1896
- Une cause littéraire. Bruxelles. Le Coq Rouge. 1896
- La vierge d'or. Bruxelles. Le Coq Rouge. 1896
- Mes tonnelles : contes de la Thudinie. Bruxelles, Georges Balat. in-8 1898
- Histoire mirifique de Saint Dodon. roman. édition Ollendorff, 98 p. 1899. réédit. Librairie Moderne 1913, Édition de Belgique 1932.
- Jeux de Cœur. contes. Librairie Internationale. 1899
- Maison d'Or. roman, édition Ollendorff. 1901
- Nos rustres. Liège, édition La Meuse, illustr. 1901.
- Le Joyau de la Mitre. roman édition Ollendorff. 1901. rééédition Eugène Figuière sans date, Dordon 1928 illustré, Société Française d'Édition Littéraire et Technique 1930.
- Tête de Houille - contes. Bruxelles, Dechenne & Cie, in-12 , 201 p. 1902
- Mihien d'Avène. roman, édition Juven. 1904. réédition J. Wattiaux 1930. La renaissance du livre 1942 - traduction allemande par Alfred Luhlmann.
- Contes de Sambre-et-Meuse. Bruxelles, Association des Écrivains belges et Dechenne. 1904.
- Guidon d'Anderlecht. roman, Bruxelles, Association des Écrivains belges, 1905. rééd. Juven, 1905, Bruxelles, Mertens et Paris Rivière 80 p. 1912, librairie Moderne 1918, Édition de Belgique 1935.
- L'Abbé du Potie. roman, Bruxelles, Association des Écrivains belges / Édition de Belgique. 1906.
- Les Farces de Sambre-et-Meuse.  Bruxelles, O. Lamberty. 1907
- Io-Ié, Bec de Lièvre. roman, Bruxelles, Association des Écrivains belges. 1907. réédition Les éditions de Belgique, Bruxelles, 1932. Fédération du Tourisme de la province de Hainaut, Mons, 1969
- Quatre Artistes liégeois : A. Rassenfosse. Fr. Maréchal. A. Donnay. Ém. Berchmans. Bruxelles, G. Van Oest & Cie, illustré. 1907
- collectif  Paul André, Léopold Courouble, Louis Delattre, Eugène Demolder, Maurice des Ombiaux, Georges Garnir, Hubert Krains, Georges Rency, Hubert Stiernet, Gustave Van Zype. Conteurs de chez nous. Bruxelles, Dechenne & Cie. Editions de l'Association des écrivains belges. 907
- Petit Manuel de l'Amateur de Bourgogne. Bruxelles, Librairie G.Van Oest et Cie, 1907. réédition Van Oest 1908, Rouart et Watelin 1921.
- La Petite Reine blanche. roman. Bruxelles, édition La Belgique artistique et littéraire.1908. réédition  Bruxelles Mertens et Paris Rivière 1914 / La Renaissance du Livre 80 p. 1920, 1922 illustré, Wattiaux 1930.
- Victor Rousseau. Bruxelles, G. Van Oest, illustré, 87 p., 34 planches. 1908
- La Thudinie. Guide de Thuin, Lobbes, Aulne, Landelies, Montignies-St.-Christophe et Beaumont. Bruxelles, Touring-Club de Belgique, in-8, 88 p. 1908
- Historiettes de Wallonie - contes - Charleroi, édition Hallet. in-8, 1909
- Camille Lemonnier. monographe anecdotique et documentaire avec une biblio-iconographie, deux heliogravures, sept autres illustrations et un facsimile d'autographe. Brusselles, Charles Carrington, 176 p .1909. réédition Charles Carrington. Ecrivains français de la Belgique. 1910
- L'Ornement des Mois - essai - Bruxelles, Edition G. Van Oest. In-8, 167 p. Illustré. 1910
- Le Maugre (Espace nord). roman. Paris, Calmann-Lévy. 1911. réédition /  Labor. 1977, Édition de Belgique 1986
- L'Inspiration populaire chez nos poètes. La Vie Intellectuelle. 1912
- Essai sur l'Art wallon ou gallo-belge. Bruxelles, Éditions de la Belgique artistique et littéraire, 124 p. 1912
- Petit Traité du Havane. Bruxelles, O. Lamberty. in-8, 105 p. 1913. réédité 1930
- Les Manches de lustrine. Paris, Bruxelles. Edition Figuère. 327 p. 1913
- Iwan Gilkin. Bruxelles, Association des écrivains Belges, 1914.
- Les Belges au temps de la Première République. Ixelles-Bruxelles, Brian Hill, 15 p. 1914.
- La Reine Élisabeth. Paris. Bloud et Gay. Pages actuelles 1914-1915 n°65. in -8, 64 p. 1915
- Un royaume en exil, la Belgique du dehors - Documents du service photographique de l'armée Belge. Paris, Le pays de France, 32 p. 1915
- Le Général Leman. Paris, Bloud et Gay, 1916. réédition Paris, Hachette Livre BNF, 2016
- La Résistance de la Belgique envahie. Paris. Bloud et Gay. 239 p. 1916
- Les Revendications territoriales de la Belgique. Paris, Bloud et Gay, 1916. réédition Paris, Hachette Livre BNF, 2016
- France et Belgique : ce que les Allemands voulaient faire des pays envahis, ce que nous ferons d'eux. Paris, Bloud et Gay, 1916. réédition Paris, Hachette Livre BNF, 2016
- Fastes militaires Belges. Paris, Bloud et Gay, 256 p. 1916
- Un Royaume en Exil. La Belgique du dehors. Paris. Berger-Levrault. 224 p. 1917
- La Littérature belge. Son Rôle dans la résistance de la Belgique. Bruxelles, Edition G. Van Oest. 1917
- Les Premiers Romanciers nationaux de Belgique. Paris, La Renaissance du Livre. 1917.
- Le Brabant et la bataille de Woeringen. Paris, Bloud et Gay. 1918
- Psychologie d'une capitale : Bruxelles. Paris. Librairie Moderne. 249 p. 1920
- Un Petit Bréviaire de la Gourmandise. Paris, Eugène Figuière, Collection Les Petits livres d'heures, illustration de Eugène Narbonne, in-16, 34 p. 1921
- Nouveau manuel de l'amateur de Bourgogne. Paris, Louis Rouartd et Jacques Watelin, 176 p. Frontispice et ornements gravés sur bois par Robert Bonfils, L. Rouart et J. Watelin, 1921.
- La Politique belge depuis l'armistice. La grande peur de la victoire. Paris, édition Bossard. in-16, 197 p. 1921.
- L'Esthétique de la table ou la troisième Satire de Boileau. Bruxelles. La Vie Intellectuelle. in-12, 89 p. 1924
- Éloge du Tabac. Traité du Havane. Paris; Le Divan. 20 p. 1924
- Une fille de Meuse. édition Kemplen 1924. réédition Bruxelles, Édition de Belgique 1933.
- avec Gustave Fuss-Amoré, Montparnasse. Paris, Albin Michel, in-12, 252 p. 1925
- Le Gotha des Vins de France. Paris, Edition Payot. in-8, illustré, 216 pages, 1925
- Les Belles à table, suivi du Coup du milieu. Paris, Jean Budry. Frontispice de Marie Laurencin. 102 p. 1926
- Le Dernier des Paladins : Don Juan, fils de Charles-Quint. Paris, L'Edition d'Art, In-8, illustré, 198 p. 1926
- Le Nobiliaire des eaux-de-vie et liqueurs de France. Liège J. Mawet et Paris. Dordon-Ainé, in 4 , 145 p. illustré, 1927. réédition Hachette Livre BNF, 2018
- Totor ou le nouveau gros - roman. Paris, Albin Michel, 254 p. 1927
- L'Appel de l'Enfant ou le Sens de la Vie - essai - Bruxelles, Editions de la Revue Vivre, in-12, 175 p.. 1927
- Le Berger des Étoiles - contes et nouvelles. Bruxelles, Office de Publicité, In-8, illustration de Jean Dratz,159 p. 1928
- Le Vin Guide utile à ceux qui veulent vivre la belle vie. Paris, La Nouvelle Société d'Édition - L'homme à la page. in-8, 119 p. 1928
- L'Art de manger et son histoire. Paris. Payot, in-12, 208 p. 1928
- sous la direction de .. Les Grands Vins de France. Edition française. Supplément au numéro d'août de la Vie Technique et Industrielle, Agricole et Coloniale. Paris. La Vie Technique et Industrielle, 146 p. figures et cartes. 1929
- Les Fromages. Paris. Jean Budry. 120 p. frontispice en couleurs de Gaston-Louis Roux; 1926
- Traité de la Table, recette de cuisine - Paris. Société Française d'Édition littéraire et Technique 1930. réédition  253 p. 1947. Paul Legrain, 1951.
- avec Edouard Rouzier. Quelques Recettes de Cuisine. La grande huilerie bordelaise , in-8, de 24 p. 1930(?)
- Le joyau de la mitre ou l'esprit de Liège - Roman. Paris, Bibliothèque du Hérisson, in-12, 246 p. 1930.
- Mihien d'Avène. Roman de la Wallonie. Préface de Camille Lemonnier. Charleroi, Jean Wattiaux, Librairie de la Bourse, In-8, 142 p. 1930.
- Les premiers romanciers nationaux de Belgique. Paris, Renaissance du Livre, Bibliothèque Internationale de Critique. in-12, 175 p. 1930
- Le Coq d'Aousse. Bruxelles, Édition de Belgique. 1931
- La Dernière Nuit du duc de Guise. roman. Paris, Société Française d'Édition littéraire et Technique, in-12, 238 p. 1931.
- Liège qui bout. Collection : Yvette. Bruxelles, Les Editions de Belgique, 201 p. 1932.
- Io-Ié, Bec-de-lièvre. Bruxelles, Editions de Belgique, 1932
- La farce du Potie. Bruxelles, Editions de Belgique, n°141 de Collection Yvette. 194 p. 1932
- Les Verres et les Vins. Bruxelles, Édition de Belgique. 1933
- Une fille de Meuse. Collection : Yvette. Bruxelles, Les Editions de Belgique, 204 p. 1933.
- Namur la Gaillarde. Bruxelles. Édition de Belgique 1933. Société Française d'Édition littéraire et Technique. in-12, 192 p. 1933
- Au Repos des Artistes. Bruxelles, Édition de Belgique. 1934
- Liège à la France. Bruxelles, Édition de Belgique. 1934
- Froissart et le génie du Hainaut. Bruxelles, Édition de Belgique. 1935
- Le Génie bourguignon. Paris, Société Française d'Édition littéraire et Technique coll. Bibliothèque du Hérisson, in-8, 189 p. 1935
- L'Amphitryon d'aujourd'hui. Introduction à la vie gourmande. Du porto au havane. Paris, Dordon Ainé, illustr. 1936 / réédition Jean-Paul Rocher, éditeur. 2004
- Une tanière de Féodaux (roman). Bruxelles, Les Editions de Belgique, 199 p. 1936
- Le Sein d'Hélène. nouvelle et essai. Bruxelles, Les Editions de Belgique, in-12.1937
- Les Bêtes du Parrain - contes - Bruxelles, Édition de Belgique. 1937
- La Physiologie du Goût de Brillat-Savarin. Paris. Société Française d'Édition littéraire et Technique, in-12, 172 p. 1937 .
- Le Guignol de l'après-guerre - roman -Bruxelles, Édition de Belgique. 195 p. 1937
- François Bovesse, un Homme ! Puvrez. 1937 :
- L'Abbaye d'Aulne. roman. Bruxelles, Édition de Belgique. 1938
- Le Carnaval de l'Europe. Bruxelles, Édition de Belgique.1939
- Contes du Pays wallon. Bruxelles, Édition de Belgique. 1939. réédition J. Wisimus, 135 p. 1953
- Saint Landelin, fondateur des Abbayes d'Aulne et de Lobbes. Bruxelles, Édition de Belgique. 157 p. 1941
- Éloge du cardinal de Bernis, prononcé à l'Académie des gastronomes par le titulaire de son fauteuil. Mâcon. Edition Protat. In-8, 12 p. 1942
- Barbeau-sur-Meuse - roman - Bruxelles, Édition de Belgique. 1943.
- La Reine des Gilles de Binche (Marie de Hongrie). Bruxelles, Éditions de Belgique, 183 p. 1943

### Préfaces
- Omer De Vuyst. En Pleine Fantaisie. Librairie moderne, 1913
- Gaston Pomba. Au Quai d'Orsay, 1920
- G. P. Taillefer. Manuel de l'Amphitryon, suivi des Bonnes Recettes De G.P. Taillefer. Bruxelles, éd. Agence Havas, in-12, 159 p. illustré 1928
- Paul Bouillard. La Cuisine au coin du feu, Paris, Albin Michel, in-8, 281 p. 1928 (Paul Bouillard, un chef français installé à Bruxelles, au "Filet de Sole" a redécouvert une ancienne recette de Wallonie, la Poularde au blanc du Centre).
- Abbé Mathon et André Puttemans. Le Collège Royal de Thuin, 1930
- Au Gré des Heures. Poèmes  Illustrés par Jean Marchal. Marcinelle, Jean Dupuis éditeur, 1930, in-8°, 74 p. 1930
- Maurice Cosyn. Tilff-sur-Ourthe, Bruxelles, Guides Cosyn, 64 p. 1930
- La Varenne (François Pierre, dit). Le Pâtissier françois. Amsterdam, Elzevier, 1655 . réimpression. Paris, Dorbon-aîné, in-4, 158 p. 1931
- Raoul Bouillerot et Julienne M. Moulinasse. Le Cœur vendange, Bruxelles, Édition de Belgique. 231 p. 1932
- Gérard Michel. Histoires simples, 1932
- Emma Lambotte (1876-1963). L'Aventureux, Bruxelles, Édition de Belgique. 224 p. 1932
- Georges Delizée. Les Amours de Diane d'Argensault, Bruxelles, Édition de Belgique. 456 p. 1933
- Fernand Tonnard (1900-1979). Le Duel des marchands dinantais et bouvignois, 1933
- Saint Landelin. Fondateur des Abbayes d'Aulne et de Lobbes. Bruxelles, Éditions de Belgique. in-12, 1941.
- E. Close. Dinant. Notes d'histoire et de folklore, Editions Sambre - et - Meuse, 96 p.